# Pachycondyla atrovirens
Pachycondyla atrovirens är en myrart som beskrevs av Mayr 1866. Pachycondyla atrovirens ingår i släktet Pachycondyla och familjen myror.

## Underarter
Arten delas in i följande underarter:
- P. a. atrovirens
- P. a. splendida